# Leopold II. Belgijski
Leopold II. Belgijski, kralj Belgijcev, * 9. april 1835, Bruselj, Belgija, † 17. december 1909, Laeken, Bruselj, Belgija.
Bil je drugi monarh Kraljevine Belgije po pridobitvi neodvisnosti leta 1830 in prvi, ki se je rodil na ozemlju države. Vladal je med letoma 1865 in 1909, njegovo vladavino pa je zaznamovala predvsem njegova težnja po pridobitvi kolonij in posledično njegova velika nepriljubljenost. Velja za najbolj nepriljubljenega belgijskega kralja v zgodovini.

## Življenje
Rodil se je 9. aprila 1835 kot drugi sin Leopolda I. in francoske princese Luize Marije Orleanske, hčere kralja Francozov Louisa-Philippa Orleanskega, a njun prvorojenec je umrl že pred njegovim rojstvom, zato je vseskozi veljal za prestolonaslednika. Oče mu je leta 1840 podelil naziv vojvode Brabantskega, kar je v Belgiji postalo uveljavljen naziv za prestolonaslednika. Ni bil posebno lepe zunanjosti, imel je predolg nos in je šepal. V mladosti naj bi bolehal na pljučih, vendar se mu je stanje po številnih pomorskih potovanjih od Egipta do Indije in Kitajske močno popravilo, tako da je bil v poznejših letih kar trdnega zdravja. 10. avgusta 1853 se je poročil z avstrijsko nadvojvodinjo Marijo Henrieto. Njun zakon ni bil posebno srečen, rodili pa so se jima štirje otroci:
- Louise Marie Amélie (* 18. februar 1858, Bruselj; † 1. marec 1924, Wiesbaden) ∞ Princ Philipp Sachsen-Coburg in Gotha.
- Leopold Ferdinand Elie Victor Albert Marie, grof Hennegaus (kot najstarejši sin prestolonaslednika), vojvoda Brabantski (kot prestolonaslednik), (* 12. junij 1859 Laeken; † 22. januar 1869, Laeken).
- Stéphanie Clotilde Louise Hermine Marie Charlotte (* 21. maj 1864, Laeken; † 23. avgust 1945, opatija Pannonhalma pri Györszentmartonu, Madžarska)

1. ∞ nadvojvoda Rudolf Habsburško-Lotarinški (hči  Elizabeta)
2. ∞ Elemér Edmund, grof Lónyay Nagy-Lónya in Vásáros-Namény (brez otrok)

- Clementine Albertine Marie Leopoldine (* 30. julij 1872, Laeken; † 8. marec 1955, Nica, Francija) ∞ princ Napoléon Victor Jérôme Frédéric Bonaparte (1862–1926).

Kasneje je imel številne ljubice, med njimi je najbolj znana Blanche Zélia Joséphine Delacroix, ki mu je rodila dva otroka:
- Lucien Philippe Marie Antoine (9. februar 1906 – 15. november 1984), vojvoda Tervurenski[5].
- Philippe Henri Marie François 16. oktober 1907 – 21. avgust 1914), grof Ravensteinski[5].

Z njo se je že na smrtni postelji 14. decembra 1909, le tri dni pred svojo smrtjo, poročil, vendar poroka po belgijskih zakonih ni bila veljavna.

## Notranja politika
Belgijski prestol je zasedel po smrti svojega očeta Leopolda I. 10. decembra1865. Še bolj kot oče se je v notranji politiki izogibal izrekanju o vprašanjih, o katerih belgijske stranke niso soglašale. Pridržal si je le vlogo na treh področjih, ki so ga posebej zanimala: urbanizem, obramba ter kolonialna politika in zunanja trgovina.

### Urbanizem
Menil je, da se uspešnost države izraža tudi z arhitekturno politiko in ambicioznimi urbanističnimi načrti. Osebno se je zavzemal za uvedbo "leopoldinskega arhitekturnega sloga" , ki se je z obsežnimi gradnjami najbolj realiziral v Bruslju, Antwerpnu, Ostendu in Spaju.

### Obramba
Vseskozi se je zavedal težavnega geopolitičnega položaja svoje države, vkleščene med dve evropski velesili Francijo in Nemčijo. Položaj se je še zlasti zaostril po francosko-pruski vojni leta 1870. V zelo slabih odnosih je bil z nemškim cesarjem Viljemom II., čeprav sta bila v sorodstvu. Po letu 1871 se je Leopold II. zavzemal za uvedbo splošne vojaške obveznosti, vendar je belgijski parlament tak zakon sprejel šele tik pred njegovo smrtjo leta 1909.

## Kolonialna politika
"Nočem zamuditi dobre priložnosti za kos te čudovite afriške pogače."
O kolonialnih osvojitvah je sanjal že njegov oče, sam pa se je tega podjetja lotil sistematično. Zavedal se je, da se Belgija teritorialno ne more širiti v Evropi, zato si je pod krinko raziskovanja in "širjenja civilizacije" zamislil osvajanje v porečju reke Kongo. Z lastnim denarjem je leta 1876 financiral ustanovitev African International Association, leta 1878 pa Odbora za raziskovanje zgornjega Konga (Comité d'Etudes du Haut-Congo). Najel je britanskega raziskovalca Henryja Mortona Stanleya, ki je med letoma 1877 in 1879 deželo raziskal in postavil njene mejnike. Leta 1885 so na konferenci v Berlinu razglasili Svobodno državo Kongo, Leopoldu II. pa ponudili kraljevsko krono. Belgijski parlament mu je dovolil sprejem krone pod pogojem, da to ne bo pomenilo za Belgijo nobenih finančnih ali vojaških obveznosti. Tako je bil Leopold II. tako rekoč zasebni lastnik kolonije, ki so jo v njegovem imenu upravljale predvsem zasebne družbe. Dogajale so se hude grozote (prisilno delo, sekanje udov ipd.) in prva poročila o njih so pretresla belgijsko in svetovno javno mnenje. Nastala je tudi cela vrsta literarnih in neliterarnih del, ki so obtožujoče govorila o Leopoldovi kolonialni vladavini, npr. Joseph Conrad: Srce teme, Arthur Conan Doyle: The Crime of the Congo itd. Leta 1908 je Leopold II. prenesel lastništvo kolonije na Belgijo, tako da se je do neodvisnosti leta 1960 imenovala Belgijski Kongo.

## Dediščina
Vladavina Leopolda II. v Kongu velja za eno najbolj krutih kolonialnih vladavin v zgodovini, čeprav so po tem, ko je kolonija prešla v upravljanje belgijske države, nekateri belgijski zgodovinarji in politiki skušali zmanjšati pomen grozot, ki so se dogajale, in kraljevo vlogo pri tem. V številnih belgijskih mestih, zlasti v Bruslju, še stojijo številne znamenite zgradbe, postavljene med njegovo vladavino, in v mnogih mestih stojijo njegovi spomeniki. Leta 2007 so izdali tudi poseben spominski zlatnik za 12, 50 evra, ki nosi njegovo podobo.